# Jan Valckenburgh

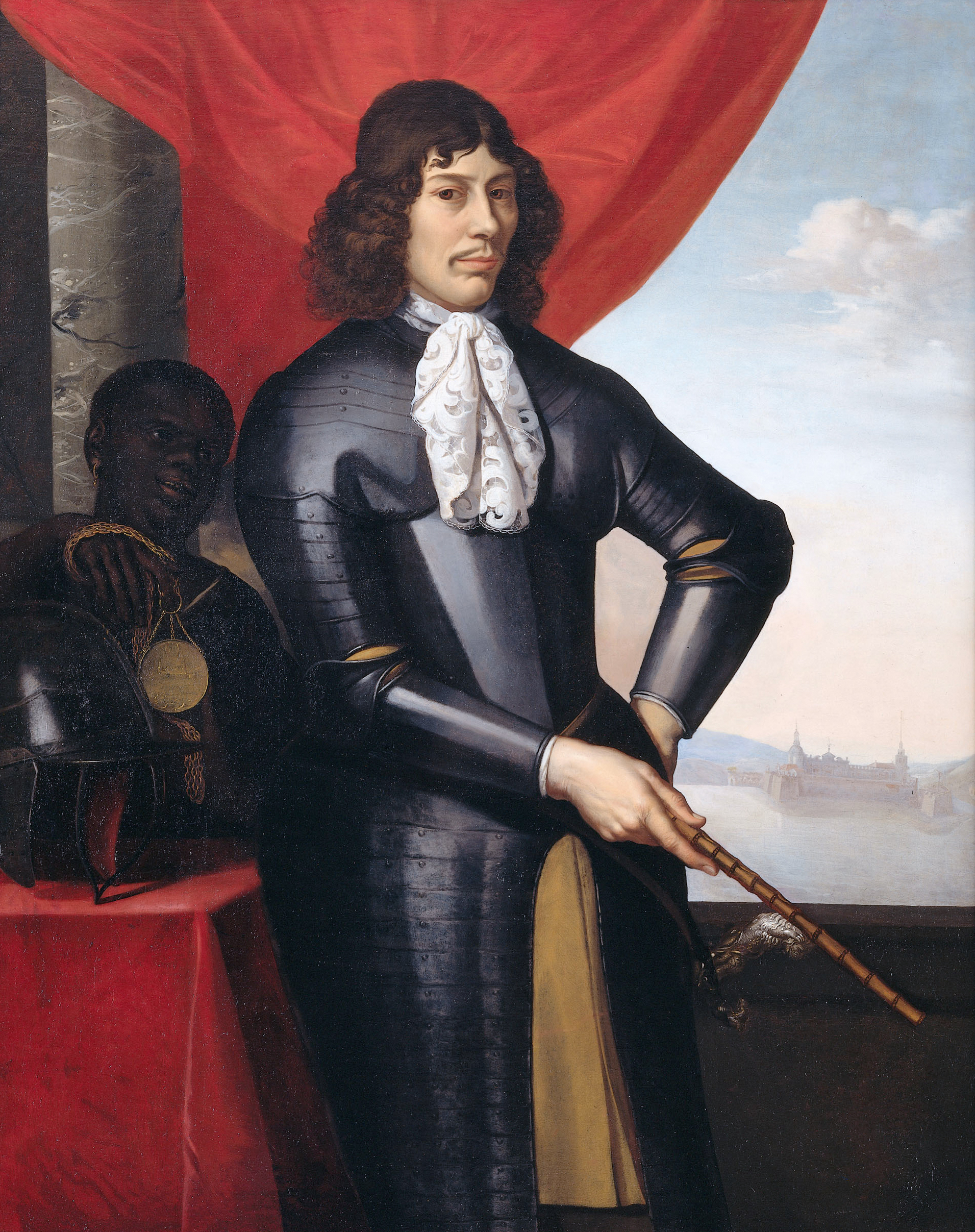
Jan Valckenburgh (1623-1667) (Daniel Vertangen)

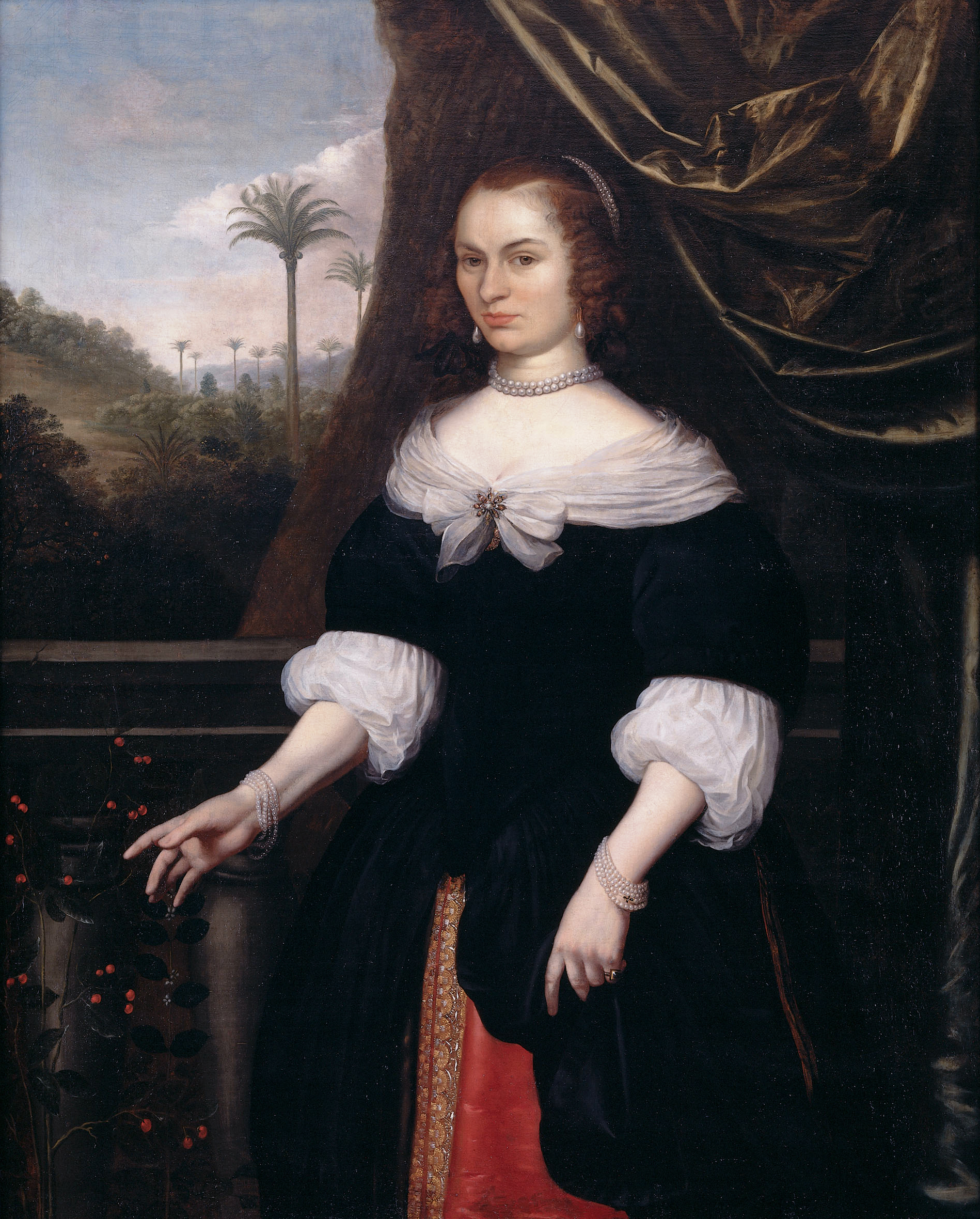
Dina Lems, echtgenote van Jan Valckenburgh (Daniel Vertangen)

Jan Valckenburgh (1623-1667) was in dienst van de West-Indische Compagnie ter kamer Amsterdam. Hij klom op van assistent-commies tot fiscaal en het hoogste ambt van directeur-generaal. Daar werd hij door de smokkelaars stokvisch genoemd. Hij overleed op het kasteel te Elmina in Guinea (nu Ghana). Elmina was het middelpunt van de Nederlandse bedrijvigheid aan de Goudkust.

## Biografie
Valckenburgh is gedoopt in de Oude kerk in Amsterdam op 2 april 1623 als zoon van Paulus Paulusz Valckenburgh en Geertje Lamberts. Hij was van eenvoudige komaf, zijn vader was mandenmaker en geboren te Geleen. Valckenburgh was commissaris van de levensmiddelen te Luanda in 1643 en kwam terug te Amsterdam in 1649. In dit jaar is hij waarschijnlijk getrouwd met de Vlissingse Dina Lems (?-1675), een dochter van Adriaen Lems, voormalig gouverneur in Recife in Nederlands Brazilië, en vervolgens directeur in Angola. Jan ging terug naar West-Afrika toen hij was benoemd als fiscaal. Hij had op kasteel Elmina een verhouding met Helena Correa, een halfbloed Portugese, die hij overnam van de vorige directeur-generaal. In 1653 wordt een zoon uit deze verhouding geboren. In 1656 is Valckenburgh directeur-generaal te Elmina. In 1659, terug in Amsterdam, koopt hij een huis op de Keizersgracht nummer 113 voor 28.000 gulden; hij woont naast Hendrik Carloff, een collega van de Goudkust. In 1660 laat het echtpaar zich schilderen door Daniel Vertangen gewoon in Amsterdam en niet in een tropisch paradijs. In 1660 krijgt hij een zoon Jacobus en in 1662 een dochter Cornelia. Hij gaat op 5 september 1662 voor een tweede termijn als directeur-generaal naar Elmina op het schip de Amsterdam. In december 1662 of april 1663 viel hij de Deense bezittingen aan.
Valckenburgh heeft in 1665 ontmoeting met admiraal Michiel de Ruyter en een meningsgeschil over ophanging van een matroos. Op 8 juli 1667 overlijdt Jan Valckenburg aan een nieraandoening op Elmina. Hij werd opgevolgd door Jasper van Heussen en Hubrecht van Gageldonck.

## Slavenhandel
In de tijd van Valckenburgh kwam de slavenhandel pas goed op gang. De WIC had een periode gehad van het rechtstreeks overbrengen van particuliere slaven uit West-Afrika naar Pernambuco in Brazilië waar prins Johan Maurits van Nassau-Siegen het bewind voerde. Toen de Portugezen dit gebied weer heroverden moest een ander afzetgebied gevonden worden. Daar de Spanjaarden niet zelf op Afrika mochten varen van de Portugezen boden Hollandse kooplieden aan om slaven te brengen naar West-Indië, waarmee toen het hele Caraïbische gebied en Zuid- en Noord-Amerika werd bedoeld. Rond 1650 komt dan een periode dat Curaçao als overslag-haven dienstdoet. Suriname zou pas later belangrijk worden voor de slavenhandel.
Het kon niet anders of de directeur-generaal was nauw betrokken bij de handel in negros zoals toen gezegd. Maar de handel in ivoor, goud en peper was net zo belangrijk. In Amsterdam merkte men echter vrijwel niets van deze slaven omdat alles zich heel ver weg afspeelde. Wel moesten hier schepen vertimmerd worden om per schip zo'n vijf- of zeshonderd negros te kunnen vervoeren. De WIC reedde meestal niet zelf schepen uit, dat deden particuliere reders, die ieder bijvoorbeeld 1/64 aandeel in een schip hadden. Ze moesten dan wel speciale toestemming hebben van de bewindhebbers en daar ook voor betalen. De boekhouder verzorgde de administratie. De schippers kwamen zoals gebruikelijk uit Holland, en van de bemanning was zeker de helft uit het buitenland, voornamelijk Duitsland en Scandinavië afkomstig. Verder waren de kooplieden van belang die voor de ruilgoederen zorgden. Zeker ook voor de kraaltjes, in feite een vrij dure koraalsoort, in de kleuren rood en blauw. De koningen aldaar wilde ook graag ijzer en stoffen hebben, maar een mooie hoed of pak was ook een gewild ruilmiddel.
Aan boord van ieder schip gingen dan nog commiezen mee: voor de WIC én de reders, die elkaar soms bedreigden, want de een verbood de smokkel in goud en ivoor en de ander probeerde op alle mogelijke manieren het verbod op die handel te ontduiken.

## Bron
- Koopman, R. (2000) Amsterdamse slavenhandelaren in de tweede helft 17e eeuw. Niet gepubliceerd.